# 츠츠미 사야카
츠츠미 사야카(일본어: 堤さやか 쓰쓰미 사야카[*], 1980년 2월 3일 ~ )은 2003년까지 활동했던 성인 비디오 여배우였으며, 소속사는 위너스 어소시에이션이었다. 활동 당시 동안인 외모에, 150 cm 정도의 작은 키로 주로 로리타, 여동생 컨셉의 비디오에 출연했다. 공식적으로는 2001년 4월 26일 도그마에서 제작한 《푸른 성욕》으로 업계에 데뷔한 것으로 알려져 있으나, 99년부터 대여된 드림 크리에이트의 《스위트 트라이앵글》에도 사야카라는 이름으로 출연했었다.
2002년 5월 25일, 나가세 아이, 모모이 노조미, 이츠키 와카나와 함께 신장 150cm가 되지 않는 AV 여배우로 구성된 걸 그룹 minx에서 활동했으며, 특히 모모이 노조미와는 사적으로도 교분이 깊은 것으로 유명했다. 2002년 10월 12일, 모모이 노조미가 남자친구와 함께 차 안에서 불에 탄 시체로 발견되는 사건이 발생했으며, 사건 이후인 2003년 1월에 츠츠미 사야카가 은퇴한 것을 시작으로 5월까지 minx의 모든 멤버가 AV 업계에서 은퇴하였다.
2012년 성인 비디오 30주년을 기념해 DMM.com이 주관한, 소비자들을 대상으로 한 성인 비디오 역사상 최고의 AV 여배우를 뽑는 투표에서 44위에 이름을 올렸다.

## 작품 목록
| 1999년         | 1999년                                       | 1999년 | 1999년                  | 1999년 | 1999년 |
| 대여개시일     | 비디오 제목                                  | 제작사 | 레이블 / ID             | 비고   |        |
| -------------- | -------------------------------------------- | ------ | ----------------------- | ------ | ------ |
| 1999년 1월 1일 | SWEET TRIANGLE                               |        | 드림 크리에이트 DFAL-04 |        |        |
| 1999년 1월 1일 | AFTER SCHOOL                                 |        | QUEEN DQUE-04           |        |        |
| 1999년 1월 1일 | 진수! 츠츠미 사아캬 상권 真髄！堤さやか 上巻 |        | IDOL HISTORY DSZ-005    |        |        |
| 1999년 1월 1일 | 츠츠미 사야카 프리미엄 堤さやかプレミアム    |        | 엔젤 프리미엄 DTP-001   |        |        |

| 2000년          | 2000년                                                   | 2000년        | 2000년       | 2000년                                                      | 2000년 |
| 대여개시일      | 비디오 제목                                              | 제작사        | 레이블 / ID  | 비고                                                        |        |
| --------------- | -------------------------------------------------------- | ------------- | ------------ | ----------------------------------------------------------- | ------ |
| 2000년 1월 1일  | 은어로 FUCK vol.2 隠語でFUCK vol.2                       | BELL          | BELL BEL-002 | - 마츠바 마도카 · 사쿠라이 마이 · 아사카 에미 · 하즈키 아야 |        |
| 2000년 12월 3일 | 최고의 아가씨 Magical Best Queen 極嬢 Magical Best Queen | 매지컬 바나나 | FMf FMD-001  | - 오조라 사치카 · 코토노 마유                               |        |

| 2001년           | 2001년                                                                      | 2001년         | 2001년                   | 2001년                                                   | 2001년 |
| 발매일           | 비디오 제목                                                                 | 제작사         | 레이블 / ID              | 비고                                                     |        |
| ---------------- | --------------------------------------------------------------------------- | -------------- | ------------------------ | -------------------------------------------------------- | ------ |
| 2001년 3월 15일  | 졸업 그리고 첫경험 卒業そして初体験                                         | I'LL BE CREATE | I'LL BE CREATE IWB-122   |                                                          |        |
| 2001년 4월 6일   | 푸른 성욕 青い性欲                                                          | Dogma          | Dogma DTJ-001            |                                                          |        |
| 2001년 6월 5일   | 항문처형2 (공개처형과 발음이 같다) 肛開処刑2                                | I'LL BE CREATE | I'LL BE CREATE IWB-136   |                                                          |        |
| 2001년 8월 9일   | M의 각인2 트렁크 속의 소녀 Mの刻印2 トランクの中の少女                      | SOD 크리에이트 | SOFT ON DEMAND SM-003    |                                                          |        |
| 2001년 8월 9일   | 미소녀 배설대 美少女排泄隊                                                  | SOD 크리에이트 | SOFT ON DEMAND SDDM-021  | - 난시 · 모리나카 치에미 · 오토모 코노미 · 쿠라모토 안나 |        |
| 2001년 8월 9일   | 질내사정 中出し                                                             | EMBER          | EMBER EBR-053            | - 모모이 노조미                                          |        |
| 2001년 8월 10일  | 본디지 4GIRLS 2 ボンテージ4GIRLS 2                                          | Asiatic        | Asiatic ASC-002          | - 나가시마 아유미 · 요시이 아야카 · 카타오카 리나        |        |
| 2001년 8월 23일  | 천연음밀미소녀 [SAYAKA] 전편 天然淫蜜美少女 [SAYAKA] 前編                   | 오로라         | 오로라 프로젝트 DVAP-015 |                                                          |        |
| 2001년 8월 23일  | 천연음밀미소녀 [SAYAKA] 후편 天然淫蜜美少女 [SAYAKA] 後編                   | 오로라         | 오로라 프로젝트 DVAP-016 |                                                          |        |
| 2001년 8월 30일  | 여학생 피버! 女子校生フィーバー！                                           | hot-press      | hot-press HSS-04         | - 마츠나가 사토미 · 사쿠라이 마이 · 타시로 치에          |        |
| 2001년 9월 1일   | AV토라노아나 AV여배우의 만드는 방법 AV虎の穴 AV女優の作り方                 | WANZ FACTORY   | WANZ AV-010              |                                                          |        |
| 2001년 9월 1일   | gal chin 파라다이스 gal chin ぱらだいす                                     | 모모타로       | EROevo GCD-02            | - 이마이 유카                                            |        |
| 2001년 9월 14일  | 미니모미 FUCK이야 뿅! 1번 ミニモミ。FUCKだぴょん！1ばん                     | KMP            | 우츄기카쿠 MDS-042       | - 에도 마리 · 오카모토 카오리                            |        |
| 2001년 9월 17일  | 감전 실신 혼수 수면강간 스턴건레이프4 感電 失神 昏睡 睡姦 スタンガンレイプ4 | CRAZY EMPEROR  | CRAZY EMPEROR CZE-004    |                                                          |        |
| 2001년 9월 29일  | 미끌 보지 레이스퀸3 ヌルマンレースクイーン 3                                | unjust         | unjust UJS-003           | - 나루미 니지마 · 아야 하즈키 · 에미 아사카              |        |
| 2001년 10월 4일  | shake it! Ona                                                               | 옵테인 퓨처    | 브이하트 SON-002         |                                                          |        |
| 2001년 10월 6일  | 하얀 성욕 白い性欲                                                          | Dogma          | Dogma WTJ-002            |                                                          |        |
| 2001년 10월 19일 | 미니모미 FUCK이야 뿅! 2번 ミニモミ。FUCKだぴょん！2ばん                     | KMP            | 우츄기카쿠 MDS-045       | - 마츠다 아스카 · 유키노 아이카                          |        |

| 2002년 | 2002년      | 2002년 | 2002년      | 2002년 | 2002년 |
| 발매일 | 비디오 제목 | 제작사 | 레이블 / ID | 비고   |        |
| ------ | ----------- | ------ | ----------- | ------ | ------ |
|        |             |        |             |        |        |

| 2003년 | 2003년      | 2003년 | 2003년      | 2003년 | 2003년 |
| 발매일 | 비디오 제목 | 제작사 | 레이블 / ID | 비고   |        |
| ------ | ----------- | ------ | ----------- | ------ | ------ |
|        |             |        |             |        |        |

### 주해
1. ↑  모모이 노조미의 죽음으로 인한 충격이 은퇴의 계기가 되었다는 설이 있으나, 정확한 은퇴 계기는 알려져있지 않다.

### 참조
1. ↑  “이달의 그라비아 AV 아이돌” (일본어). 산와슛판. 2004년 12월 6일에 원본 문서에서 보존된 문서. 2015년 9월 2일에 확인함.
2. 1 2 3  “堤さやか引退！” (일본어). XCITY 뉴스. 2003년 1월 21일. 2003년 4월 11일에 원본 문서에서 보존된 문서. 2015년 9월 2일에 확인함.
3. 1 2  “女優プロフィール: 堤さやか” (일본어). AVE. 2015년 9월 2일에 원본 문서에서 보존된 문서. 2015년 9월 2일에 확인함.
4. ↑  “スィート・トライアングル さやか”. DMM. 2015년 9월 23일에 원본 문서에서 보존된 문서. 2015년 9월 2일에 확인함.
5. ↑  “ＡＶ女優桃井望変死事件　他殺か無理心中か、謎多き焼死体” (일본어). 2014년 11월 8일. 2015년 9월 2일에 원본 문서에서 보존된 문서. 2015년 9월 2일에 확인함.
6. ↑  “AV女優 人気投票 41～60位 - アダルトビデオ30周年記念プロジェクト AV30” (일본어). DMM. 2016년 1월 16일에 원본 문서에서 보존된 문서. 2015년 9월 2일에 확인함.